# Loop (música)

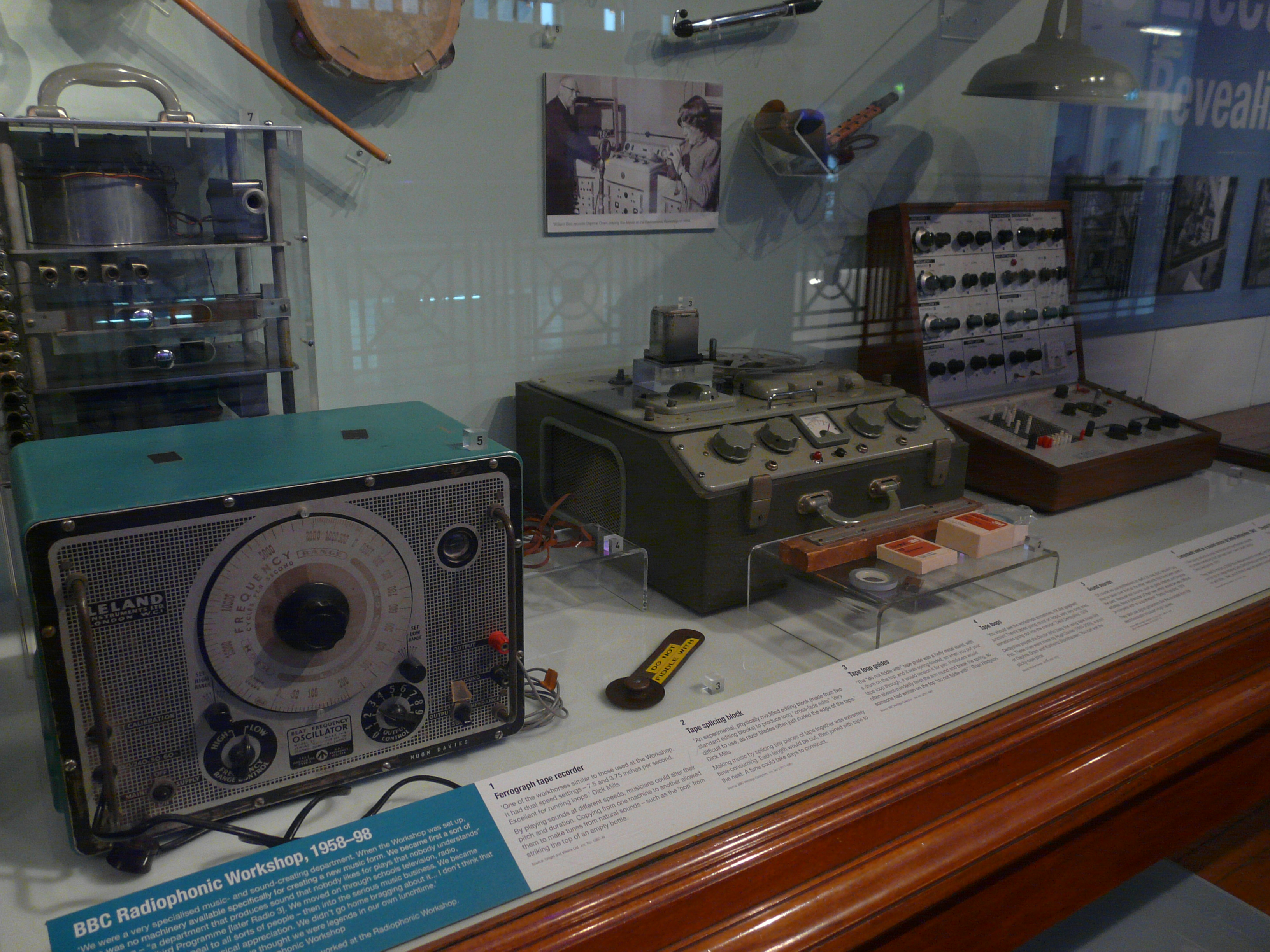
BBC Radiophonic Workshop, 1958-98 Ferrograph Tape Recorder Tape splicing block Tape loop guides Tape loops Sound Source Beat Frequency Oscillator, Leland Instruments Ltd., London W.C.I EMS The Putney (VCS3)

Loop es un anglicismo que se emplea en música electroacústica. Consiste en uno o varios samples sincronizados que ocupan generalmente uno o varios compases musicales exactos y son grabados o reproducidos enlazados en secuencia una vez tras otra dando sensación de continuidad. El término se puede traducir como "bucle".
Los samples o bucles pueden ser repetidos utilizando diversos métodos como cintas de casete, efectos de retardo (delay), giradiscos, samplers, o con la ayuda de software específico para ordenadores.

## Definiciones
- Un loop es un pequeño trabajo que se ha preparado especialmente para ser repetido durante el archivo de audio hasta su fin.[1]

## Orígenes
Las repeticiones se utilizan en la música de todas las culturas, pero los primeros músicos en utilizar los loops como técnica principal de desarrollo fueron Pierre Henry, Edgard Varèse y Karlheinz Stockhausen. Los loops también fueron usados a mediados de los años 1960 en la música psicodélica. Temas como Tomorrow Never Knows en 1966 y la vanguardista Revolution 9 en 1968 de los Beatles, fueron los que, fundamentalmente, inauguraron esta novedosa técnica en el panorama musical que pasó a denominarse looping. Más adelante, inspirados por Terry Riley usando grabaciones en una máquina que utilizaba dos cintas de audio, Brian Eno y el guitarrista Robert Fripp crearon un sencillo aparato para crear su álbum No Pussyfooting y lo denominaron Frippertronics. 
Otra manera de crear música a través de estas nuevas técnicas fue el uso de loops grabados de antemano. Así surgieron estilos musicales como el hip hop, trip hop, techno y drum and bass. También son utilizados en el dub contemporáneo e incluso en bandas sonoras de películas.